# Juan Antonio Mon y Velarde
Juan Antonio Mon y Velarde Pardo y Cienfuegos (Samartín d'Ozcos, juliol de 1747 - Cadis, maig de 1791) fou oïdor de la Reial Audiència de Santafé de Bogotà, visitador reial de la província d'Antioquia al virregnat de Nova Granada i president de la Reial Audiència de Quito.

## Biografia
Juan Antonio Mon y Velarde Pardo y Cienfuegos va néixer en el Palau de Mon, situat a Samartín d'Ozcos una localitat del principat d'Astúries, en l'any de 1747. Va ser oïdor de la Reial Audiència de Santafé de Bogotà, capital del virregnat, des 1781. Poc després, en 1784, va ser nomenat per l'arquebisbe i virrei de Nova Granada, Antonio Caballero i Góngora, jutge visitador de la província d'Antioquia amb funcions de corregidor.
Va impulsar la colonització de terres despoblades mitjançant la promoció de l'agricultura, la mineria, el desenvolupament de vies de comunicació i la legalització de les terres ocupades per camperols, la qual cosa li va ocasionar molts problemes amb els grans terratinents. Va emprendre diverses obres públiques a les ciutats i pobles d'Antioquia i a Medellín. Pel treball dut a terme des del seu càrrec és recordat com el «Regenerador d'Antioquia».
El 1790 és nomenat president de la Reial Audiència de Quito, però poc després torna a Espanya, on mor el maig de 1791, a Cadis.